# Pormpuraaw Airport
Pormpuraaw Airport är en flygplats i Australien. Den ligger i kommunen Pormpuraaw och delstaten Queensland, omkring 1 800 kilometer nordväst om delstatshuvudstaden Brisbane.
Trakten runt Pormpuraaw Airport är nära nog obefolkad, med mindre än två invånare per kvadratkilometer..
Savannklimat råder i trakten. Genomsnittlig årsnederbörd är 1 641 millimeter. Den regnigaste månaden är februari, med i genomsnitt 499 mm nederbörd, och den torraste är augusti, med 1 mm nederbörd.